# Polifluoren
Polifluoren, PFO – polimer przewodzący wykorzystywany w wyświetlaczach OLED. Po przyłożeniu napięcia emituje światło niebieskie. Polimer ten zbudowany jest z monomerów fluorenu.